# Bladåkers församling
Bladåkers församling var en församling i Uppsala stift och i Uppsala kommun i Uppsala län. Församlingen uppgick 2010 i Knutby-Bladåkers församling.

## Administrativ historik
Församlingen har medeltida ursprung.
Församlingen utgjorde under medeltiden ett eget pastorat för att sedan åtminstone från 1500-talet till 1962 vara annexförsamling i pastoratet Ekeby och Bladåker. Från 1962 till 1974 var den annexförsamling i pastoratet Knutby, Faringe, Edsbro och Bladåker, från 1974 till 2010 annexförsamling i pastoratet Almunge, Knutby, Faringe och Bladåker. Församlingen uppgick 2010 i Knutby-Bladåkers församling.

## Kyrkor
- Bladåkers kyrka